# Адміралтейство (будівля, Миколаїв)
Адміралте́йство — назва, що використовується щодо адміністративної будівлі Миколаївського суднобудівного заводу в Миколаєві.

## Історія
Будівлю побудовано у 1951 році в стилі сталінського ампіру з упором на російський класицизм. Шпиль будівлі вінчає фігурка корабля, в якій закладено послання у 2017 рік. Автор проєкту — Н. С. Шаповаленко.
Адміністративна будівля є новою: стара будівля Миколаївського адміралтейства розташовувалася трохи правіше і була зруйнована під час Другої світової війни. Тоді від неї лишилися тільки ворота, споруджені 1834 року.

### Російсько-українська війна
В ніч проти 27 квітня будівля Адміралтейства була пошкоджена внаслідок влучання в безпосередньої близькості до неї крилатої ракети «Іскандер-К», випущеної російськими окупаційними військами. В результаті удару здійнялася пожежа, був пошкоджений дах і частина лівого фасаду.

## Розташування
Будівля розташовується на лівому березі річки Інгул і відіграє значну містобудівну роль, замикаючи широку і добре озеленену Садову вулицю, і служить композиційним центром площі, що сформувалася на її перетині з вулицею Адміральська. Оточене значними архітектурними пам'ятниками адміралтейство вдало вписується в історично сформований ансамбль, орієнтуючи його на Садову вулицю. Цьому сприяє об'ємно-просторова композиція споруди, побудована на акцентуванню його головної осі вежею зі шпилем.
Поруч, на площі розташовуються адміністрація Центрального району, будівельний коледж і старофлотські казарми в яких зараз розмістився Миколаївський обласний краєзнавчий музей. 